# Lil Sclavo
Lil Sclavo Fernández (Tacuarembó, 10 de febrero de 1956) es una traductora y autora uruguaya.

## Biografía
Egresada del Posgrado en Traducción Literaria en la Facultad de Derecho (UdelaR), Sclavo encara la labor de traducción según los lineamientos del filósofo francés Antoine Berman. Como lo señala Cristina Burneo: se aparta de la traducción subordinada a un idioma español neutralizado; busca el encuentro entre el otro y la otredad de quien traduce. En palabras de la propia Sclavo: «He de remitirme a ese deseo de acercarme al otro/Otro para desentrañar algún posible sentido en el texto que tengo entre manos, en ese acto dialógico donde el traductor da vida a las palabras en la medida en que las reconoce suspendidas de ese otro/Otro».

## Traducciones
- Estupor y temblores de Amélie Nothomb (original de 1999). Traducción publicada en 2003.[3]
- Zoo de Marie Darrieussecq (original de 2006). Buenos Aires: El cuenco de plata, 2012.[4]
- El amor Lacan de Jean Allouch (original de 2009). Trad. con Inés Trabal; Buenos Aires, El cuenco de plata & Ediciones Literales, 2011.[5]
- Participación en el proyecto de traducción de obras teatrales Tintas frescas[6]

## Obras
- El traductor, artífice reflexivo (con Eliane Hareau). Montevideo, 2018. ISBN 978-9974-93-195-4[1]

## Premios
- 2003: Premio Juan Rulfo de Traducción, organizado por Radio Francia Internacional.[3]